# Argbadh
Gli Argbadh (dalla parola persiana Arg significante "castello" o "fortezza" e dal suffisso -ban بان significante "guardiano") erano una classe di comandanti militari che, tra il III ed il VII secolo d.C., erano incaricati del comando di castelli e fortezze dell'Impero sasanide in Persia (Iran).
Gli Argbadh ricevevano l'incarico direttamente dall'Imperatore sasanide (Shahanshah) e ne erano responsabili per il mantenimento della sicurezza all'interno dell'area di loro competenza (solitamente una stazione postale, una fortezza militare o una città), affrontando le tribù nomadi che tentavano invasioni del territorio, quali gli Arabi Beduini, gli Unni bianchi e i Turchi Oghuz ed opponendo resistenza all'avanzamento degli eserciti strutturati di nemici quali i Romani e i Kushan.
Il Re dei Re sasanide (Shahanshah) solitamente selezionava gli Argbadh fra i Bozorgan, membri di famiglie nobili persiane che occupavano le posizioni di maggior potere all'interno dell'amministrazione imperiale.
Questo grado, come la maggior parte dei gradi dell'amministrazione imperiale, era principalmente legato al patrimonio e si trasmetteva all'interno di una stessa famiglia per parecchie generazioni.
Per parecchi aspetti, gli Argbadh persiani svolgevano la stessa funzione e ricoprivano lo stesso ruolo del castellano medievale.
Altrove si riporta che il titolo di Argbadh era il più elevato titolo militare ed era detenuto dai membri della famiglia reale.